# Libňatov
Libňatov (en allemand : Liebental) est une commune du district de Trutnov, dans la région de Hradec Králové, en Tchéquie. Sa population s'élevait à 363 habitants en 2020.

## Géographie
Libňatov se trouve à 7 km à l'ouest de Červený Kostelec, à 12 km au sud-est de Trutnov, à 33 km au nord-nord-est de Hradec Králové et à 121 km au nord-est de Prague.
La commune est limitée par Úpice au nord, par Havlovice et Slatina nad Úpou à l'est, par Hořičky au sud, et par Mezilečí et Maršov u Úpice à l'ouest.

## Histoire
L'origine du village remonte au XIIIe siècle.